# Lay Me Down (Avicii)
Lay Me Down è un singolo del DJ svedese Avicii, pubblicato il 21 aprile 2014 come quinto estratto dal primo album in studio True.
Il brano è stato scritto da Avicii con Ash Pournouri, Nile Rodgers e Adam Lambert, con quest'ultimo attivo anche come vocalist.